# La Quinta Golf & Country Club
La Quinta Golf & Country Club is een Spaanse golfclub ten westen van Marbella aan de Costa del Sol.
De 27 holesgolfbaan is in 1990 aangelegd door Manuel Piñero, en bestaat uit drie lussen van negen holes. De lussen A en B hebben ieder een par van 35, lus C heeft een par van 36. Aan de ene kant kijkt men uit over de Middellandse Zee, aan de andere kant op de Sierra Blanca.

## Golf Valley
De baan ligt in de 'Golf Valley', 12 km buiten Marbella, in een gebied net achter Puerto Banús en Nueva Andalucia. Om de golfbaan van La Quinta zijn een hotel, huizen en appartementen gebouwd.
Andere banen in de Golf Valley zijn onder andere Los Naranjos, Las Brisas en Aloha.

## La Quinta Golf Academy
De golfschool is in 1990 opgericht door Manuel Piñero, die sinds het begin jaren 70 op de Europese PGA Tour speelde en nu op de European Senior Tour.

## Senior Masters
In 2009 is de eerste editie van de Benahavís Senior Masters op La Quinta gespeeld. Deze werd gewonnen door Carl Mason. In oktober 2010 komt de tweede editie, ook op La Quinta.